# Natalie Venclová
Natalie Venclová (* 27. November 1945 in Prag) ist eine tschechische Archäologin. Sie ist auf die jüngere Eisenzeit spezialisiert, insbesondere die Latènezeit, und sie ist eine führende Spezialistin im Bereich prähistorisches und insbesondere eisenzeitliches Glas in Tschechien und im übrigen Mitteleuropa.

## Berufliche Laufbahn
Sie studierte von 1964 bis 1969 Archäologie an der Prager Karls-Universität, wo sie 1973 promoviert wurde. Anschließend arbeitete sie an der Prähistorischen Abteilung des Prager Nationalmuseums, wechselte jedoch bereits 1974 zur Tschechoslowakischen Archäologischen Gesellschaft am Institut für Archäologie der Tschechoslowakischen Akademie der Wissenschaften. Ab 1976 war sie am Institut für Archäologie derselben Akademie beschäftigt.
1986 bis 1990 leitete sie das Archiv des Archäologischen Instituts Prag. 1990 bis 1992 und ab 1999 war sie Stellvertretende Direktorin des Instituts, zwischen 1993 und 1998  Vorsitzende des wissenschaftlichen Beirats. Sie lehrte an der Westböhmischen Universität in Pilsen.
Venclová erhielt den europäischen Preis Prix Evelyne Encelot für das Fachgebiet Archäologie im Jahr 2002. 2013 gehörte sie zu den Gründern der Datenbank VITREA.
Ihr Mann war der Archäologe Slavomil Vencl (1936–2019).

## Veröffentlichungen (Auswahl)
- Nástin chronologie laténských skleněných náramků v Čechách, in: Památky archeologické 71 (1980) 61–92 (Glasarmbänder in Böhmen).
- Prehistoric glas in Bohemia, Prag 1990.
- Výroba a sídla v době laténské. Projekt Loděnice, Prag 2001 (Latènezeitliche Siedlung und Schiffbau).
- Druidové, archeologie a historie, in: Památky archeologické 93 (2002) 153–172.
- Theoretische Modelle zur Produktion und Wirtschaft der Latènezeit, in: Claus Dobiat, Susanne Sievers, Thomas Stöllner (Hrsg.): Dürrnberg und Manching. Wirtschaftsarchäologie im ostkeltischen Raum, Bonn 2002, S. 33–48.
- Communication within archaeology: do we understand each other? in: European Journal of Archaeology 10 (2007) 207–222.
- Archeologie pravěkých Čech, Prag 2008 (online, PDF).
- Late Bronze Age mixed-alkali glasses from Bohemia, in: Archeologické rozhledy 63 (2011) 559–585.
- Němčice and Staré Hradisko. Iron Age glass and glass-working in Central Europe, Prag 2016.
- Prstencové korále: vrchol nebo úpadek laténského sklárství? in: Dies., Kateřina Tomková (Hrsg.): Krajinou archeologie, Krajinou skla. Studie věnované PhDr. Evě Černé (Festschrift Eva Cerná), Prag 2020, S. 197–206 (Perlenringe: Höhepunkt oder Niedergang der lateinischen Glasherstellung?).